# بات موندر آن در دایستر
شهر باد موندر آن در دایستر در ایالت نیدرزاکسن در کشور آلمان واقع شده است.